# Банонкур
Банонкур (фр. Bannoncourt) насеље је и општина у североисточној Француској у региону Лорена, у департману Меза која припада префектури Комерси.
По подацима из 2011. године у општини је живело 172 становника, а густина насељености је износила 19,72 становника/km². Општина се простире на површини од 8,72 km². Налази се на средњој надморској висини од 219 метара (максималној 329 m, а минималној 210 m).

## Демографија
| 1962. | 1968. | 1975. | 1982. | 1990. | 1999. | 2011. |
| ----- | ----- | ----- | ----- | ----- | ----- | ----- |
| 164   | 165   | 155   | 151   | 163   | 195   | 172   |

График промене броја становника у току последњих година